# Barak Jacques
Barak Jacques (nacido el 27 de enero de 1991) es un empresario en serie y autor. También es conocido como fundador de 26 Mobile Electronics, una empresa de electrónica y telefonía móvil fundada en Shenzhen (China) con sede en Hong Kong. Unos años más tarde, fundó MiCargo International, una aplicación de envío basada en algoritmos avanzados.
Jacques es conocido sobre todo por ser cofundador de Keek Ai, una plataforma de promoción de redes sociales basada en herramientas tecnológicas de inteligencia artificial, y de Dpair, una aplicación de comunicación segura y chat con estándares militares de la nueva era basada en una tecnología de desarrollo propio. En la actualidad, Jacques es Consejero Delegado de Socks & Co, una marca de moda europea que ofrece calcetines de diseño ecológicos de primera calidad y otros accesorios de moda.

## Primeros años
Jacques nació en el Estado de Israel el 27 de enero de 1991. Estudió en el instituto Dror y, tras graduarse, se alistó en el servicio militar obligatorio. Durante su servicio, fue enviado a la escuela de medicina militar, superó sus estudios de medicina de combate y entrenamiento con distinción, y más tarde fue ascendido a un puesto de mando. En marzo de 2013, tras tres años de servicio, fue licenciado con el grado de sargento primero.

## Carrera profesional
Jacques comenzó su carrera en 2013, fundando su primera empresa, JEB import, centrada en el ámbito móvil y multimedia, en auge en aquellos años. Debido a las dificultades para mantener la calidad y el ritmo de producción, Barak decide trasladarse a Shenzhen (China) para estimular su negocio de importación. A mediados de la veintena, crea en China su primera empresa internacional, 26 Mobile Electronics, con su socio chino, el Sr. Li, y empieza a vender sus productos en todo el mundo. Poco después, Barak amplió la actividad empresarial y abrió otra empresa en Hong Kong.
Jacques abrió un estudio en 2022 para grabar su nuevo podcast, "Entrepreneur's Secret Garden", en el que promete entrevistar cara a cara a los principales fundadores y directores ejecutivos de empresas emergentes y tecnológicas de éxito de todo el mundo. Es autor de un libro: "No Entrepreneur's in Heaven" que promete mostrar todas las facetas del espíritu empresarial y el mundo de los negocios. También es ponente en conferencias sobre emprendimiento principalmente de programas para jóvenes emprendedores.
Barak Jacques ha invertido y contribuido a TDI y Alpha Writers; ambos son sitios web de contenido centrados en Noticias, Medios de Comunicación, SEO, PR y más. En 2019, justo antes del brote de Coronavirus en China, Jacques cofundó junto con su socio estadounidense Jeremy Taylor una revista urbana para la ciudad de Shenzhen en China. En los últimos años, la actividad principal de Jacques se trasladó de Shenzhen, China, a Los Ángeles, CA, Tel Aviv, IL, y Lisboa, Portugal.